# Nigar Shikhlinskaya
Nigar Shikhlinskaya, född 1871, död 1931, var en azerisk sjuksköterska.  
Hon blev 1889 den första azerbajdzjanska sjuksköterskan, den första azerbajdzjanska kvinnan med högre utbildning. 